# Invincible (1861)
El Invincible fue uno de los tres buques gemelos de la clase Gloire, los primeros ironclad acorazados del mundo. Fue botado el 4 de abril de 1861. Estos buques fueron diseñados por el arquitecto naval francés Charles Henri Dupuy de Lôme. El Invincible fue el segundo buque de la clase en ser completado. 
La batería del Invincible probó ser inefectiva contra buques blindados, por lo que fue reemplazada en 1868 por cañones de retrocarga. Su pobre calidad de construcción, debido al empleo de maderas en mal estado, hizo que fuera dado de baja y desguazado en 1872, solo 10 años después de entrar en servicio.